# Il pranzo di Natale
Il pranzo di Natale è un documentario del 2011 diretto da registi vari. Ideato da Antonietta De Lillo, la pellicola è stata presentata fuori concorso al Festival Internazionale del Film di Roma.

## Trama
Attraverso il tema conduttore delle festività natalizie, un'inchiesta sull'Italia e i cambiamenti socio-culturali ed economici che l'hanno investita negli ultimi decenni.

## Produzione
Pranzo di Natale è un film-documentario "partecipato", realizzato attraverso i contributi filmati di registi professionisti, aspiranti film-makers e persone comuni, invitati attraverso il web a esprimersi sul tema collettivo delle festività natalizie, sperimentando le potenzialità della forma di partecipazione nota come crowdsourcing. Da dicembre 2010 è stato promosso il progetto attraverso il web e realizzata una campagna di informazione tramite newsletter, ufficio stampa, web e social network: i docufilm girati (supervisionati da un comitato) erano al massimo di 15 minuti. Home Movies ha collaborato mettendo a disposizione il proprio archivio di filmati amatoriali. È presente un'intervista a Piera Degli Esposti.
I ventisette registi accreditati del film sono: Francesca Amitrano, Adriano Andriani, Laura Angiulli, Luigi Barletta, Carmine Borrino, Matteo Botrugno, Antonella Cecora, Daniele Coluccini, Matilde De Feo, Antonietta De Lillo, Raffaele Di Florio, Gaetano Di Vaio, Vittorio Ercolano, Maria Raffaella Faggiano, Margherita Ferri, Marcello Garofalo, Liliana Ginanneschi, Teresa Iaropoli, Elisabetta Lodoli, Stefano Lodovichi, Maria Manfredi, Cristina Mantis, Aglaia Mora, Luca Musella, Irma Palazzo, Rossella Piccinno, Marco Simon Puccioni, Elena Radonicich e Carlo Rizzi.

## Distribuzione
Il pranzo di Natale è stato distribuito attraverso il web, in anteprima gratuita durante i giorni delle festività natalizie - 25 e 26 dicembre 2011; 1 e 6 gennaio 2012 - e in seguito in download a pagamento. Sono stati anche programmati autonomamente in versione integrale, alcuni dei cortometraggi inglobati nel film.